# Sybille Plogstedt
Sibylle Plogstedt (* 2. listopadu 1945 Berlín) je německá novinářka a publicistka, která působila v Československu, kde byla půl roku vězněná.[kdy?] Byla členkou Hnutí revoluční mládeže. Později se začala zajímat o feminismus a po roce 1989 se věnuje problematice rodin a žen.